# About a Boy (telessérie)
About a Boy é uma série de televisão americana criada por Jason Katims para NBC. Foi exibida entre 22 de fevereiro de 2014 à 17 de fevereiro de 2015.
Em 9 de maio de 2014, a série foi renovada para uma segunda temporada, que estreou em, 14 de outubro de 2014. Em 10 de fevereiro de 2015, Minnie Driver declarou que a série chegaria ao fim em 17 de fevereiro de 2015. No entanto, de acordo com o co-produtor executivo, David Israel, o episódio cartorze não é o último da temporada e que ainda haiva a existência de outros seis episódios. Em 8 de maio de 2015, a NBC cancelou oficialmente a série após duas temporadas.

## Sinopse
A série conta a história de Will Freeman, um compositor solteiro que vive sem grandes preocupações após ter criado uma canção de sucesso, passando o dia se divertindo e procurando mulheres. Porém, sua vida muda completamente quando a excêntrica Fiona Bowa e seu filho Marcus, de 11 anos, mudam-se para a casa ao lado. Após se aproximar do menino, ele decide utilizar ele para tentar conquistar garotas, mentindo para elas que é um pai solteiro.

## Elenco

### Elenco principal
- David Walton como Will Freeman, é um compositor bem sucedido e solteiro. Depois que ele escreveu uma canção de sucesso, lhe foi concedido uma vida com tempo livre, um amor e a liberdade de problemas financeiros. Ele é solteiro, desempregado e adorado. Então, imagine a surpresa dele quando Fiona e Marcus passam a morar ao lado e atrapalhar o seu mundo perfeito.
- Minnie Driver como Fiona Bowa, é uma mãe solteira. Ela é vegan e uma mãe muito rigorosa. Ela tem apenas um filho, Marcus, de quem ela cuida sozinha. Foi casada uma vez e depois se divorciou. Fiona gosta de cuidar de flores e não gosta de seu novo vizinho, Will.
- Benjamin Stockham como Marcus Bowa, é um garoto de 11 anos de idade, que também é filho único. Ele é muito apegado a sua mãe, já que ela o criou sozinha desde que ele era criança. Ele não é muito popular na escola, por isso ele é freqüentemente provocado por meninos populares. Quando ele e sua mãe se mudam para uma nova casa, ele conhece seu novo vizinho, Will, nele Marcus encontra um novo melhor amigo.
- Al Madrigal como Andy, é um ex-DJ e melhor amigo de Will. Ele tem três filhos e sua esposa é Laurie. Ele acha que a criação de uma criança é a maior honra que a pessoa pode ter. Ele é mais maduro do que Will, já que ele tem filhos que precisam de seus cuidados.

### Elenco recorrente
- Annie Mumolo como Laurie
- Leslie Bibb como Dakota
- Adrianne Palicki como Dr. Samantha Lake
- Will Sasso como Lou
- Keith Powell como Richard
- Dusan Brown como Jackson
- Dax Shepard como Crosby Braverman
- Zach Cregger como TJ
- Rachel Breitag como Shasta
- Amelia Cohn como Restaurant Patron
- Andrea Anders como Joanne
- Cricket Wampler como Hannah Bickleman

## Episódios
| Temporada | Temporada | Episódios | Estreia da temporada    | Estreia da temporada | Lançamento do DVD      | Lançamento do DVD | Lançamento do DVD |
| Temporada | Temporada | Episódios | Estreia da temporada    | Final da temporada   | Região 1               | Região 2          | Região 4          |
| --------- | --------- | --------- | ----------------------- | -------------------- | ---------------------- | ----------------- | ----------------- |
|           | 1         | 13        | 22 de fevereiro de 2014 | 13 de maio de 2014   | 16 de setembro de 2014 | por anunciar      | por anunciar      |
|           | 2         | 20        | 14 de outubro de 2014   | 20 de julho de 2015  | por anunciar           | por anunciar      | por anunciar      |

## Produção

### Desenvolvimento
Em 11 de janeiro de 2013, a NBC encomendou um piloto, baseado no romance de Nick Hornby e no filme de mesmo nome dirigido por Paul e Chris Weitz. Em 30 de janeiro, Jon Favreau foi confirmado para dirigir o episódio piloto.
Em 19 de janeiro de 2014, Jason Katims confirma que as séries compartilham o mesmo universo de Parenthood com a possibilidade de alguns crossover entre as duas séries, como aconteceu com o aparecimento de Walton na série estrelada por Dax Shepard:
| “ | "Porque ambas as séries se passam em San Francisco e na Área da baía, faz sentido haver um crossover, o resultado disso é que Will terá o seu próprio jogo de poker para que Dax Shepard faça uma aparição como Crosby Braverman em About a Boy." | ” |

### Escolha do elenco
Em 7 de fevereiro de 2013, David Walton foi escalado como Will Freeman, o protagonista da história, uma semana depois confirmou que Minnie Driver foi escolhida para dar vida a Fiona Bowa. Em 4 de março, Benjamin Stockham foi escalado para interpretar Marcus, o filho de Fiona e amigo Will. Finalmente, em 14 de março, Al Madrigal se juntou ao elenco para interpretar Andy, o melhor amigo de Will.
Para o elenco recorrente, foram confirmadas as participações de Anjelah N. Johnson como Laurie, a esposa de Andy; que foi substituída por Annie Mumolo.Leslie Bibb, o par de John Ross Bowie e Jamie Denbo, que interpretam um casal na série;Adrianne Palicki como Dr. Samantha Lake, o interesse amoroso de Will, e Will Sasso para interpretar Lou, o interesse amoroso de Fiona.

## Recepção
Em sua primeira temporada, About a Boy teve recepção geralmente favorável por parte da crítica especializada. Com base de 29 avaliações profissionais, alcançou uma pontuação de 67% no Metacritic.